# Responsabilidad tributaria
La Ley fiscal puede declarar responsables de una deuda tributaria, junto a los sujetos pasivos que son los deudores principales, a otras personas o entidades a los que la ley extiende la responsabilidad del pago del tributo, en determinadas circunstancias.
La extensión de la responsabilidad tributaria hacia personas que no han realizado el hecho imponible es una medida que tiene por objeto facilitar y asegurar la recaudación tributaria, mediante el aseguramiento del cobro de los mismos y también como mecanismo para evitar conductas elusorias o fraudulentas.

## Regulación por países

### España
En España, la Ley General Tributaria declara en el artículo 41 que la ley fiscal puede configurar como responsables solidarios o subsidiarios de la deuda tributaria, junto a los deudores principales, a otras personas o entidades. A estos efectos, se considerarán deudores principales los obligados tributarios del apartado 2 del artículo 35 de la LGT.
De la ley se desprende que para la existencia de una derivación de responsabilidad se exige que una norma jurídica con rango de ley sea la que configure los supuestos de responsabilidad tributaria. La Administración tributaria, por tanto, no puede derivar la responsabilidad sino se encuentra en uno de los supuestos previstos en la Ley.
La Ley General Tributaria establece una distinción entre responsables solidarios y subsidiarios. En el caso de los responsables subsidiarios, será necesario la previa declaración de fallido del deudor principal y de los responsables solidarios. Salvo precepto legal expreso en contrario, la responsabilidad será siempre subsidiaria.
La responsabilidad alcanzará, en principio, a la totalidad de la deuda tributaria exigida en período voluntario.

#### Responsabilidad solidaria
Dispone el art. 42.1.c) de la Ley General Tributaria que «Tendrán la consideración de responsables solidarios
1. ) Las que sean causantes o colaboren activamente en la realización de una infracción tributaria. Su responsabilidad también se extenderá a la sanción.
2. ) los partícipes o cotitulares de las comunidades de bienes y sociedades civiles, en proporción a sus respectivas participaciones respecto a las obligaciones tributarias materiales de dichas entidades.
3. ) las personas o entidades que sucedan por cualquier concepto en la titularidad o ejercicio de explotaciones o actividades económicas, por las obligaciones tributarias contraídas del anterior titular y derivadas de su ejercicio. La responsabilidad también se extenderá a las obligaciones derivadas de la falta de ingreso de las retenciones e ingresos a cuenta practicadas o que se hubieran debido practicar.

También serán responsables solidarios del pago de la deuda tributaria pendiente y, en su caso, del de las sanciones tributarias, hasta el importe del valor de los bienes o derechos que se hubieran podido embargar o enajenar por la Administración tributaria, las siguientes personas o entidades:
1. ) Las que sean causantes o colaboren en la ocultación o transmisión de bienes o derechos del obligado al pago con la finalidad de impedir la actuación de la Administración tributaria.
2. ) Las que, por culpa o negligencia, incumplan las órdenes de embargo.
3. ) Las que, con conocimiento del embargo, la medida cautelar o la constitución de la garantía, colaboren o consientan en el levantamiento de los bienes o derechos embargados, o de aquellos bienes o derechos sobre los que se hubiera constituido la medida cautelar o la garantía.
4. ) Las personas o entidades depositarias de los bienes del deudor que, una vez recibida la notificación del embargo, colaboren o consientan en el levantamiento de aquellos.

#### Responsabilidad subsidiaria
La responsabilidad subsidiaria requiere previamente la insolvencia del deudor principal y de los posibles responsables solidarios. Solo una vez producida esta insolvencia se puede derivar la responsabilidad hacia los subsidiarios.